# Elly Lamaker
Petronella Johanna Maria (Elly) Lamaker (Amsterdam, 30 september 1922 – Renkum, 30 januari 2010) was een Nederlandse docente en modevormgeefster die een belangrijke rol speelde in het modeonderwijs in Nederland.

## Leven en werk
Lamaker richtte in 1953 de afdeling Modeontwerpen en Modetekenen op aan de Arnhemse Kunstacademie. Met slechts 'een handjevol studenten en zeer schrale middelen moest "Modevormgeving" haar bestaansrecht destijds aan alle fronten bewijzen'. Ze gaf les aan onder anderen Piet Paris, Lidewij Edelkoort en Alexander van Slobbe. Lamaker was 32 jaar hoofddocent van de modeafdeling, in 1984 nam ze afscheid.

## Erkenning
In 2012 werd op instigatie van enkele burgers en de D66-fractie een pleintje in het Arnhemse Modekwartier naar Lamaker vernoemd. Dit Elly Lamakerplantsoen ligt tussen Putstraat, Koolstraat, Sonsbeeksingel en de spoorweg. Aan het Elly Lamakerplantsoen is onder andere modehotel Modez gelegen.